# بناهای دفاعی ونیز میان سده‌های ۱۶ و ۱۷ میلادی
بناهای دفاعی ونیز میان سده‌های ۱۶ و ۱۷ میلادی یک میراث جهانی یونسکو است که شامل شش دژ سنگری و استحکامات ساخته شده به‌دست جمهوری ونیز است.

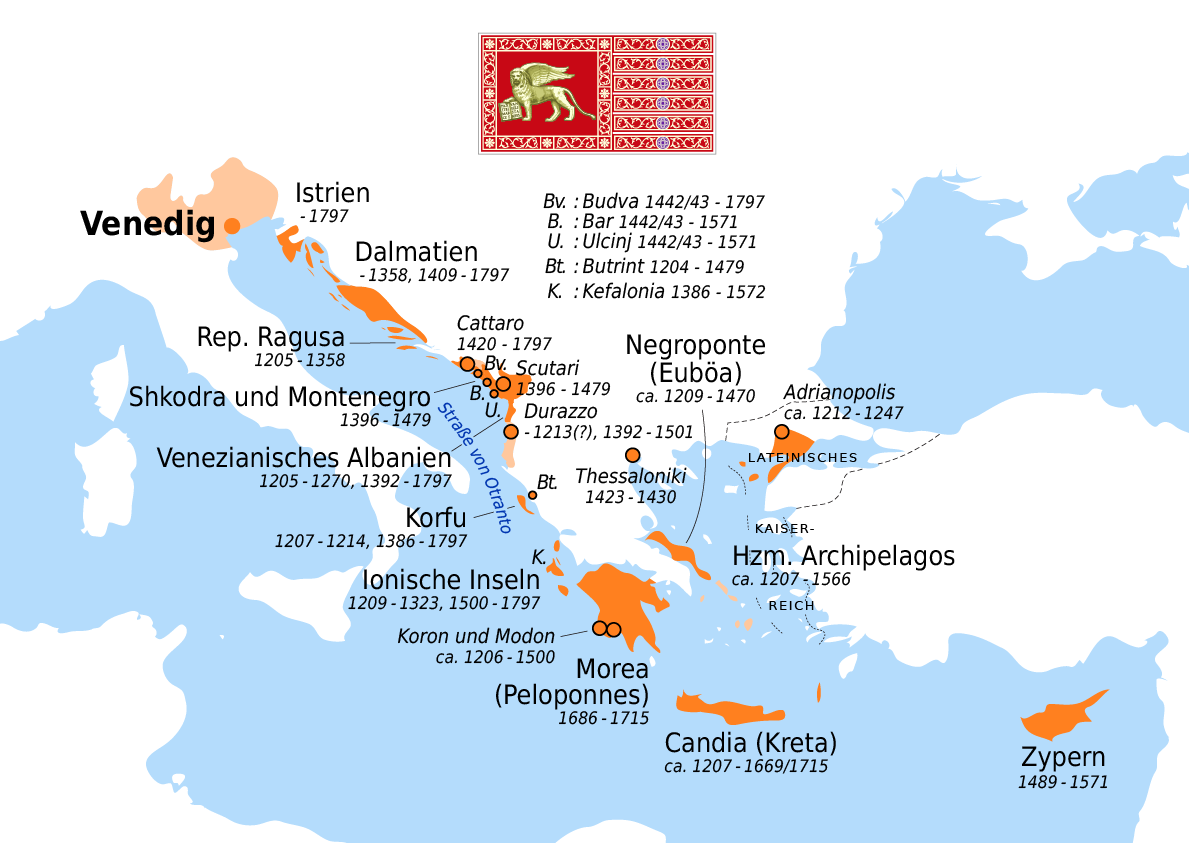
گستره جمهوری ونیز

با افزایش جنگ با سلاح گرم در دوران رنسانس، تغییرات قابل توجهی در استراتژی نظامی و طراحی دژها ایجاد شد. یکی از این تغییرات توسعه دژ استحکامات با دژی چند ضلعی با سنگرهایی در گوشه و کنار بود. این طرح‌ها از جمهوری ونیز سرچشمه گرفتند، اما به زودی در سراسر اروپا گسترش یافتند و تا سده ۱۹ میلادی استاندارد دفاعی باقی ماندند. در سال ۲۰۱۷، شش مورد از این استحکامات در ایتالیا، کرواسی و مونته‌نگرو به عنوان میراث جهانی یونسکو فهرست شد. این شش مکان نمونه‌های بنیادی از طراحی دژها را ارائه می‌دهند و تأثیر ونیز دوران رنسانس را نشان می‌دهند که گواهی بر پیشرفت بزرگی در تاریخ جنگ هستند.